# Rábcakapi
Rábcakapi è un comune di 186 abitanti situato nella contea di Győr-Moson-Sopron, nell'Ungheria nordoccidentale.